# Gonactiniidae
Gonactiniidae är en familj av koralldjur. Enligt Catalogue of Life ingår Gonactiniidae i ordningen havsanemoner, klassen Anthozoa, fylumet nässeldjur och riket djur, men enligt Dyntaxa är tillhörigheten istället ordningen havsanemoner, klassen Hexacorallia, fylumet nässeldjur och riket djur. Enligt Catalogue of Life omfattar familjen Gonactiniidae 2 arter. 
Kladogram enligt Catalogue of Life och Dyntaxa:
| Gonactiniidae | \| \| Gonactinia \| \| \| \| \| \| Protanthea \| \| \| \| |
|               | \| \| Gonactinia \| \| \| \| \| \| Protanthea \| \| \| \| |
|               | Gonactinia                                                |
|               |                                                           |
|               | Protanthea                                                |
|               |                                                           |